# Груббе, Густав
Густав Груббе Мадсен (дат. Gustav Grubbe Madsen; род. 23 января 2003, Оденсе) — датский футболист, защитник клуба «Оденсе».

## Клубная карьера
Груббе — воспитанник клуба «Оденсе». 5 мая 2019 года в матче против «Мидьбюлланна» он дебютировал в датской Суперлиге. В том же году Густав перешёл в немецкий «РБ Лейпциг», где несколько сезонов провёл выступая за молодёжную команду клуба. В 2022 году Груббе вернулся в «Оденсе». 